# Geografía de Burkina Faso
Burkina Faso limita con seis países. Al norte y al oeste, con Malí; al este, con Níger; al sur, con Ghana; al sureste, con Togo y Benín, y al suroeste, con Costa de Marfil. El país se encuentra en el interior del Sahel, entre el Golfo de Guinea y el desierto del Sahara, al sur del gran arco del río Níger. El centro del país, en otro tiempo el Alto Volta, se caracteriza por sus grandes extensiones de sabana, que se hallan a una altitud de entre 200 y 300 m. Al sur, la tierra es verde, con bosques y árboles frutales, y el norte, sobre todo al nordeste, se convierte en un desierto. Las reservas de caza de Burkina —las más importante son el parque nacional de Arli, la reserva de Nazinga y el parque nacional de W— poseen leones, elefantes, hipopótamos, monos, facoceros y antílopes, aunque el turismo no está muy desarrollado en este sentido.

## Relieve

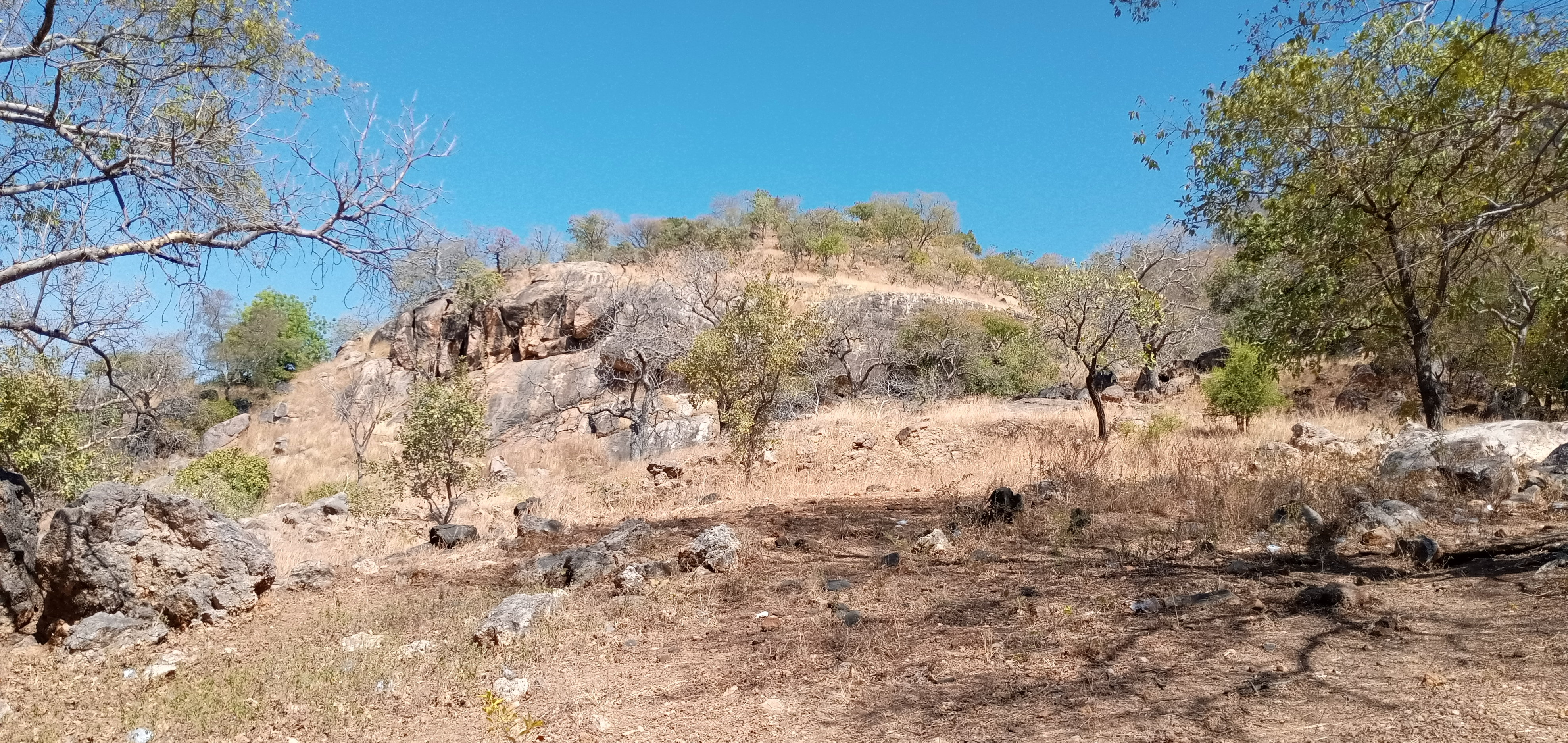
Pico de Nahouri.

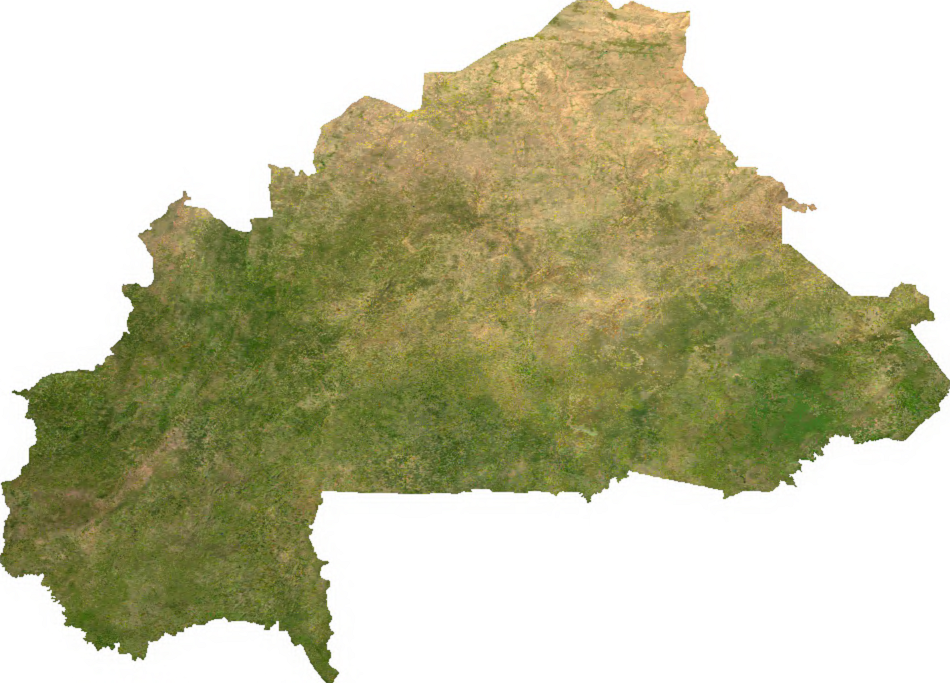
Imagen de satélite de Burkina Faso en que se aprecia la desertización progresiva hacia el norte.

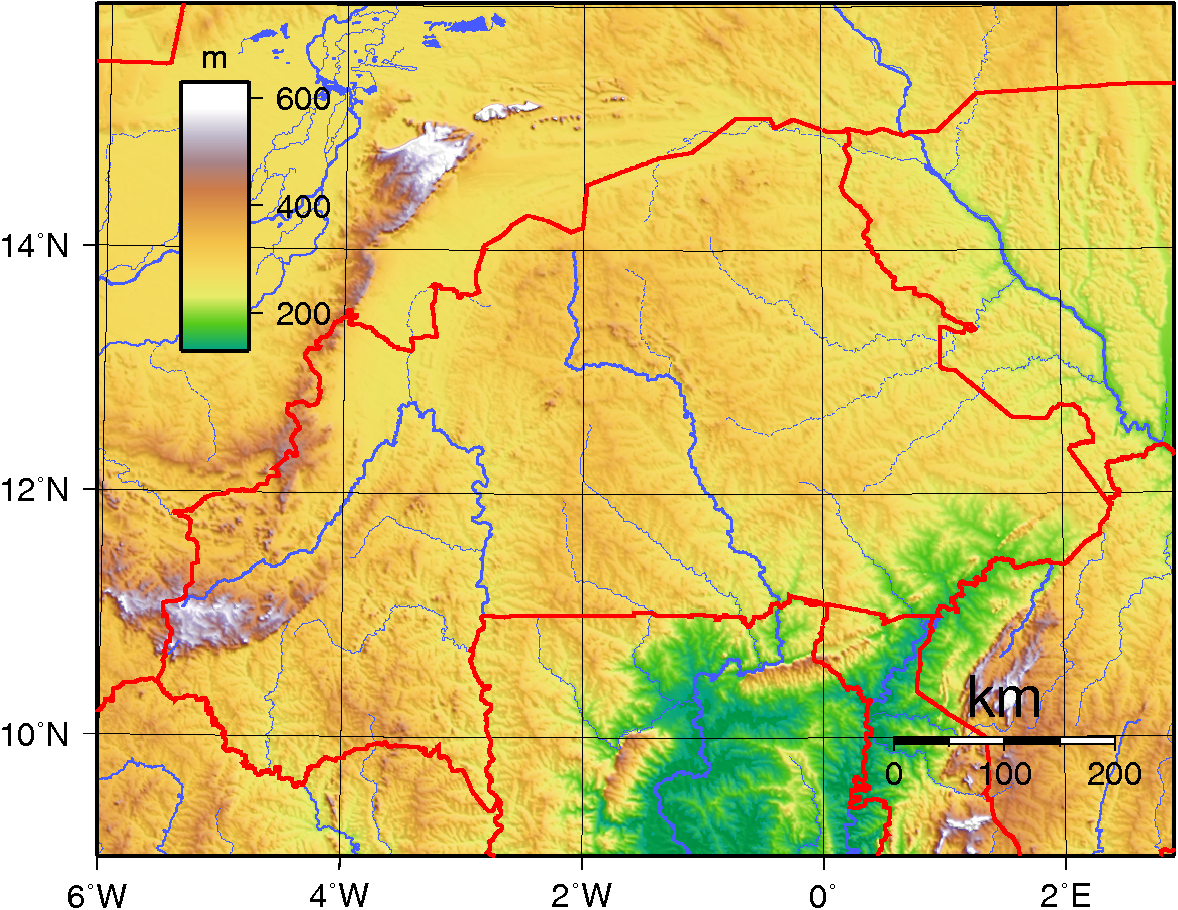
Topografía de Burkina Faso

Burkina Faso es un país plano. La diferencia entre las altitudes máxima y mínima es inferior a 600 m. La altitud media del país es de menos de 400 m y la mayor parte se encuentra entre 250 y 300 m. En cualquier caso, la llanura no es homogénea. Se distinguen en ella dos dominios:
La penillanura, integrada en el seno del macizo precámbrico, ocupa las tres cuartas partes del país. Es monótona, formada por ondulaciones herbáceas y amplios valles poco relevantes, con la única visión de tanto en tanto de un grupo aislado de colinas alineadas que se elevan unas decenas de metros por encima de la llanura. Las partes bajas están compuestas por granitos o gneis de zócalo, consolidadas por la erosión. Las colinas, restos de nuevas series sedimentarias del Birrimiano (Paleoproterozoico), están formadas por esquistos y grauvacas (areniscas con más de 15% de matriz)) o cuarzoarenitas, con más del 95% de cuarzo. Al final de la orogénesis birrimiana se producen intrusiones de granitos postectónicos que dan lugar a algún cerro testigo granítico e incluso hay algunos cerros tabulares acorazados . 
El macizo de areniscas ocupa la parte sudoeste del país. Es la región más elevada y accidentada de Burkina. Culmina en el Tena Kourou, de 749 m de altitud, en la frontera con Mali.  Toda la región está formada por una cobertura sedimentaria de areniscas primarias que se terminan abruptamente en un acantilado que presenta dos formas diferentes:
- De la región de Bobo-Diulaso a la de Banfora, el acantilado, rectilíneo, tiene una altura de 150 m, orientado de NE a SW. Hacia el sur, el acantilado cambia de forma, toma una orientación E a W e incluso SW a NW entre Beregadugú y la frontera de Malí. Aquí ya no es rectilíneo, y está surcado por valles que aíslan los promontorios.

- Al sudeste, los sedimentos de arenisca forman un pequeño macizo de dirección SW-NE hacia las fronteras de Togo y Benín. Se trata de la cadena de Gobnangou, entre Arli y Kaabugú. Tiene unos 80 km de longitud y una altura media de 365 m. Mientras que en el sur desciende formando colinas, en el norte termina en un acantilado de un centenar de metros.

## Hidrografía
La red hidrográfica de Burkina Faso es relativamente importante, teniendo en cuenta la escasez de precipitaciones. Los ríos se dividen en tres cuencas:

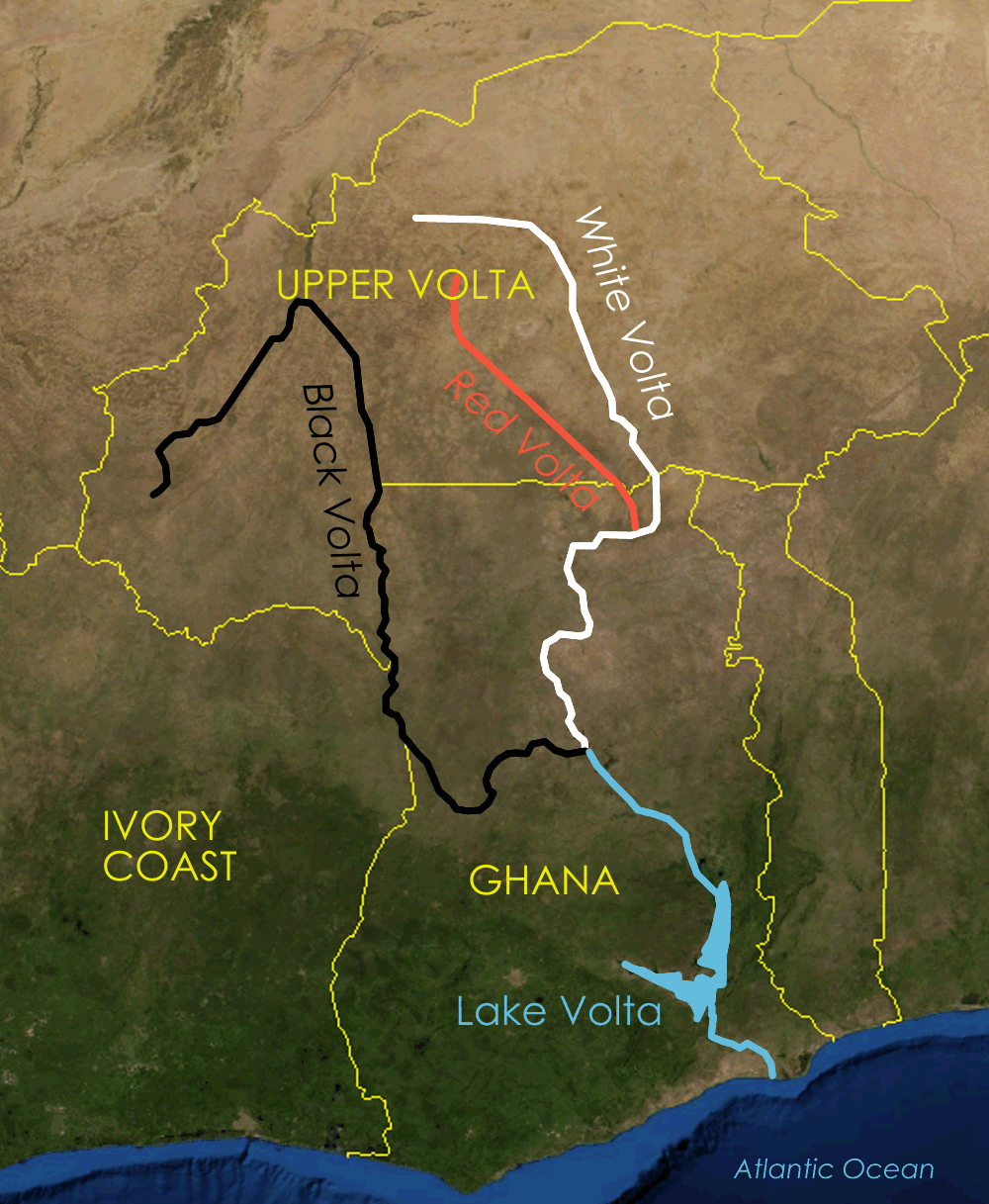
Cuenca del río Volta en Burkina Faso y Ghana

La cuenca del río Volta. Es la más importante. Ocupa el centro y el oeste del país y tiene una extensión de 120.000 km². Está formada por las cuencas de cuatro ríos principales, que cambian de nombre cuando atraviesan la frontera:

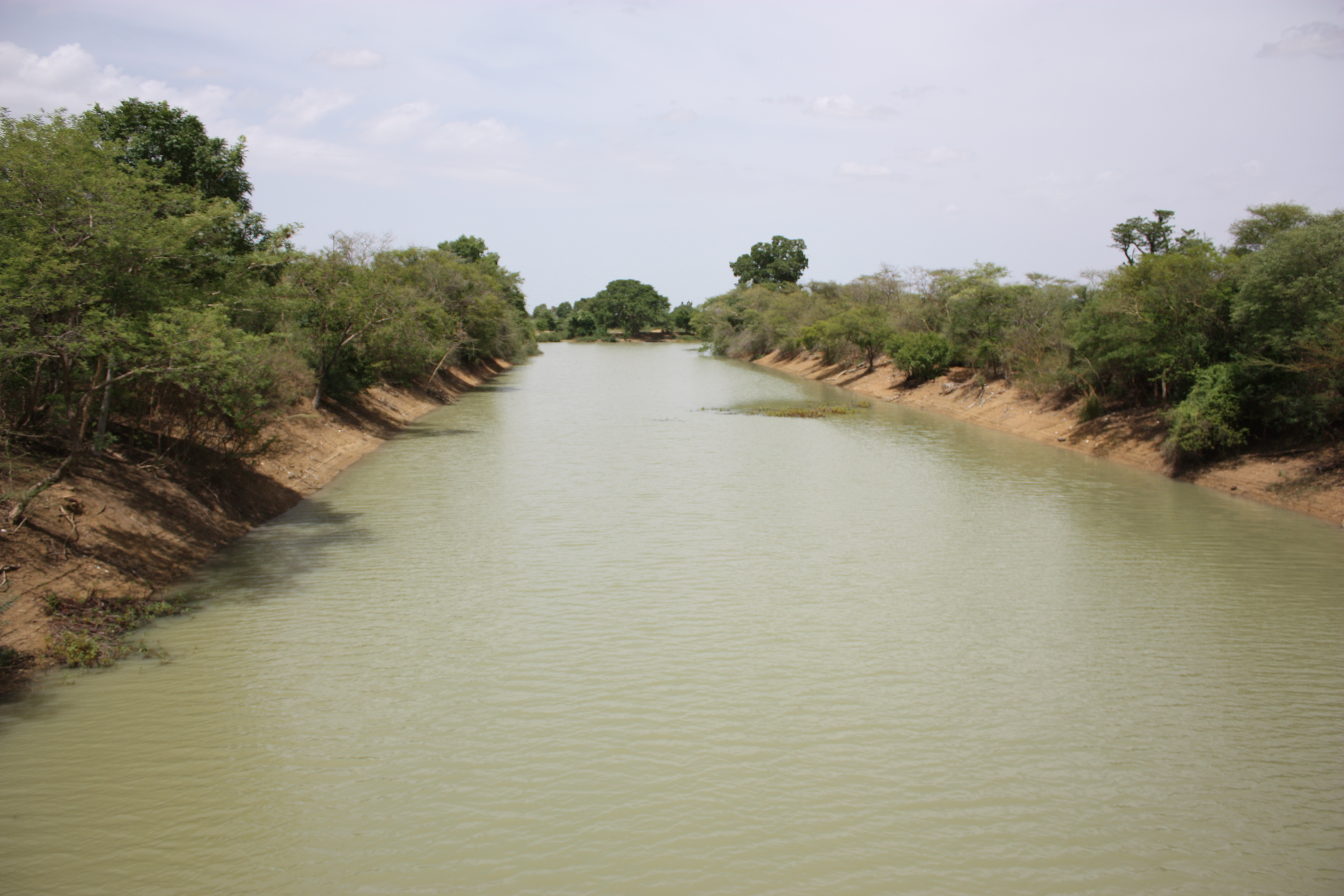
El río Mouhoun (léase Muhún), cerca de Dédougou (léase Dedugú), en Burkina Faso

- El río Mouhoun o Volta Negro atraviesa el oeste de Burkina desde Mali hasta Ghana. Nace en la vertiente norte de la región de las Cascadas, donde las precipitaciones superan los 1000 mm, y se dirige hacia el nornordeste, pero cuando está cerca de la frontera de Malí, se encuentra con el río Sourou, que era su antigua cuenca, y gira bruscamente al sur, capturado por una cuenca inferior, y se dirige a Ghana. Una vez en Ghana recibe al Nakambé  y al Pendjari y se convierte en el río Volta.

- El río Nazinon o Volta Rojo nace cerca de Uagadugú y fluye 320 km para desembocar en el Volta Blanco.

- El río Nakambé o Volta Blanco nace en la frontera de Malí, al norte del país, en los alrededores de Uahiguya, donde las precipitaciones son de 600 a 700 mm, pasa al este de Uagadugú, recibe las aguas de varios lagos, como el Bam y el Dem, y sigue hacia el sur para entrar en Ghana, donde recibe al Nazinon (antiguo Volta Rojo), que venía paralelo a él al oeste de Uagadugú, y desemboca en el Maouhoun. Tras el embalse de Akosombo, en Ghana, el río pasa a llamarse Volta.

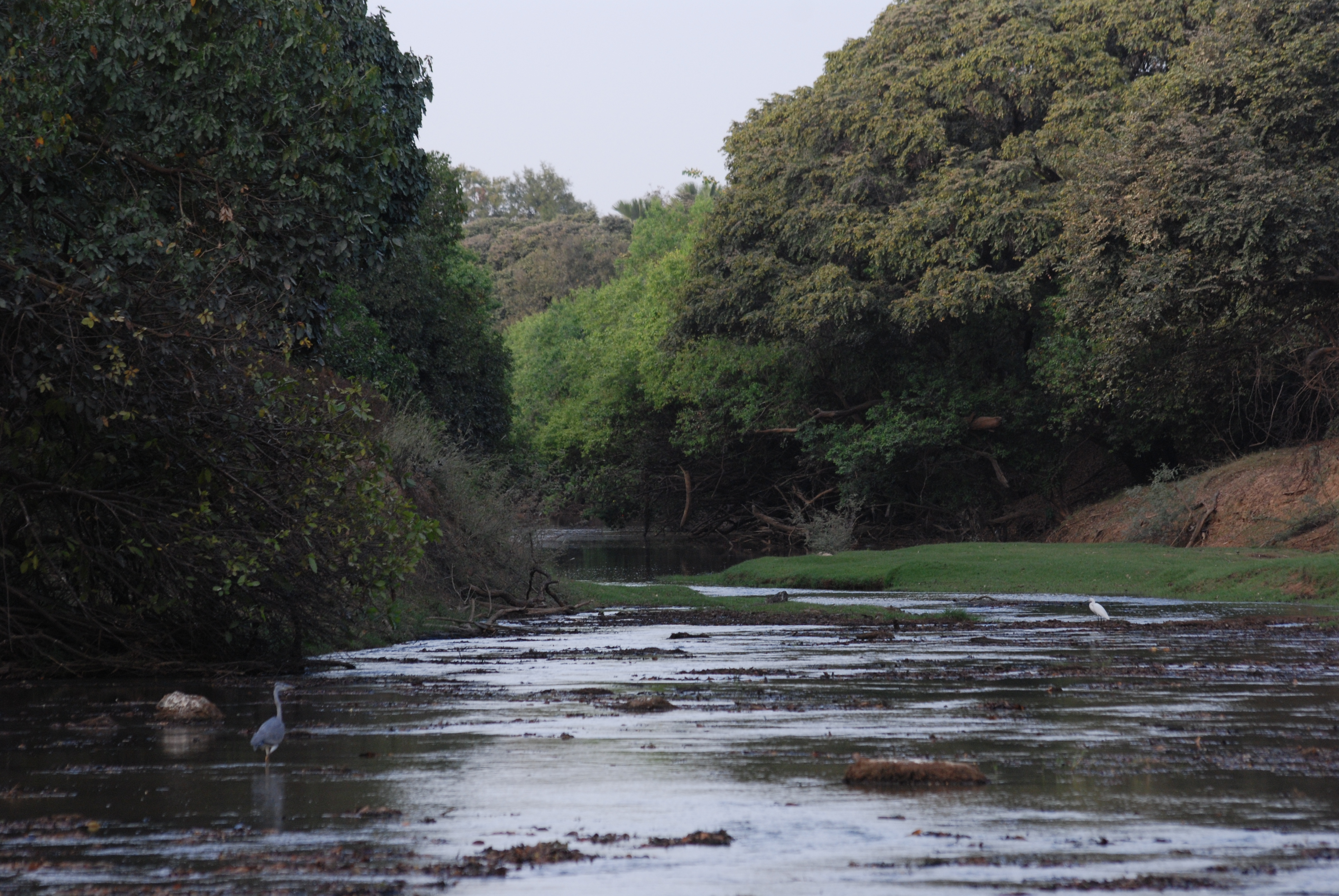
El río Oti en el parque nacional Pendjari

- El río Pendjari, conocido como Oti cuando pasa por Togo y Ghana, nace en las montañas de Atakora, en Benín. Viaja hacia el norte, gira al oeste y durante un tramo sirve de frontera entre Benín y el sudeste de Burkina Faso, donde sirve de límite a los Parques Nacionales de Arli y de Pendjari. Recibe aquí las aguas del macizo de Gobnangou, aunque las precipitaciones más abundantes se dan en la época de lluvias en la cadena de Atakora y en Benín, haciendo que su caudal aumente extraordinariamente, de 10 a 1900 m³/s, entre enero y septiembre. Desemboca por la izquierda en el gran lago Volta.

La cuenca del río Comoé, de 18.000 km², al sudoeste del país, se origina en la vertiente sur de la región de las Cascadas, en los acantilados de Banfora, donde forma las cascadas de Karfiguéla. La primera parte de su recorrido hacia el sur está llena de rápidos y zonas pantanosas a los pies de Banfora. Al llegar a Costa de Marfil, recibe las aguas del río Léraba, que forma frontera con Burkina Faso. Sigue formando frontera un centenar de kilómetros y se adentra en Costa de Marfil por el parque nacional del Comoé.
La cuenca del río Níger, de 72.000 km². Los ríos que nacen al norte y el este de Burkina y que van a desembocar en el río Níger tienen poca importancia por la escasez de precipitaciones. Destacan el Sirba al este y el Béli al norte.
Además de estas cuencas, existen un gran número de zonas endorreicas en las que se forman pantanos, permanentes o temporales, de gran importancia para el pastoreo, sobre todo al norte del país, más seco. Destacan los humedales de Soum, Oursi y Darkoy, en el extremo norte. 
Debido a la irregularidad de las precipitaciones, se han construido numerosos embalses en el país, entre los que destacan Bagré, Sourou, Kompienga y Ziga, este último al este de la capital, para su abastecimiento de agua potable. En 2019 se inaugura el embalse de Samendeni, el tercero más grande de Burkina después de Kompienga y Bagré, con una capacidad de 2,6 MW, en el Volta Negro, en el departamento de Bama, con una presa de 24 m de altura y 2900 m de longitud; el embalse tiene 152 km² y regará unas 21.000 ha.

## Clima
Está determinado por la latitud, entre los 9º y los 15º de latitud norte, y la continentalidad, factores que convierten a Burkina Faso en un país tropical con climas que oscilan entre el sudanés, al sur del país, y el saheliano, al norte. 
Las estaciones están condicionadas por el desplazamiento de la Zona de convergencia intertropical, que se desplaza hacia el norte en verano y determina la estación de las lluvias, que dura unos cuatro meses al norte del país, de junio a septiembre y unos seis meses al sur, de abril a octubre. Durante la estación seca, predomina el harmatán, viento continental del nordeste procedente del Sahara, que seca la tierra.
Las regiones climáticas de Burkina Faso se diferencian de manera progresiva de sur a norte, volviéndose más secas a medida que se alejan del Golfo de Guinea. 
- El sur pertenece al clima de tipo sudanés, con lluvias que oscilan entre los 900 y los 1300 mm, con un máximo en el extremo sudoeste y precipitaciones durante seis meses.
- La zona sudanesa-saheliana (11° a 13° de latitud N) se encuentra entre las isoyetas de 900 y 600 mm, es la más extensa y ocupa todo el centro del país, con lluvias entre mayo y septiembre.
- La zona saheliana ocupa la cuarta parte de Burkina, al norte del país, entre los 600 y los 300 mm anuales. Las lluvias se pueden producir en cualquier momento y pueden ser intensas, acompañadas de fuertes vientos.

Las temperaturas oscilan entre los 5 °C de mínima absoluta en Banankeledaga, en 1971, y los 46 °C de máxima absoluta en Markoye, en abril de 1980, pero las medias a lo largo del año se desvían poco de los 25 °C de media diarios, con un máximo en marzo y después de las lluvias, y un mínimo en junio y en diciembre-enero. Las mínimas oscilan entre los 10 y los 20 °C y las máximas entre los 35 y los 40 °C, con un aumento de la oscilación diurna en la zona saheliana.
Durante los últimos años, el cambio climático y la desaparición de la vegetación por medios humanos están provocando una disminución de las precipitaciones en todo el país, con una distribución más irregular que anteriormente. Las temperaturas tienden a ser más extremas en sus máximas y mínimas.

## Áreas protegidas de Burkina Faso

Región W en el encuentro del río Níger con el río Mekrou. Todo el complejo forma parte de la Reserva Transfronteriza de la biosfera de W-Arly-Pendjari

En Burkina Faso hay 41.158 km² de tierra protegida. Hay 3 parques nacionales, que cubren en conjunto 5.343 km²; 4 reservas de fauna, que cubren 2.977 km², 1 santuario de la naturaleza, de 450 km²; 1 reserva de aves de 192 km² y 60 bosques clasificados, que cubren el resto.
- Parque nacional W de Burkina Faso, 2.350 km², creado en 1954, sitio Ramsar en 1990 y reserva de la biosfera en 2002. Forma parte de un complejo transfronterizo que incluye el parque nacional W de Benín (5.020 km²) y el parque nacional W  de Níger (7.280 km²). Los tres forman parte de una complejo mucho más grande conocido como Región W o parque nacional W, por su forma en W siguiendo un meandro del río Níger. Desde 2008 se conoce como W Transborder Park o, en francés, Park regional W. Tuvo su inicio en 1954 con el parque nacional de W creado en Níger. Actualmente cubre casi 15 000 km². Elefantes, leones, hipopótamos, etc. Es el límite sur de la sabana atigrada, pero lo más destacable son los humedales, ya que es sitio Ramsar desde 2005, y forma parte de una zona mucho más grande que se extiende hacia el sudoeste, la Reserva Transfronteriza de la biosfera de W-Arly-Pendjari.

- Parque nacional de Kaboré Tambi, 2.427 km², se encuentra en el curso del río Nazinon, afluente del Volta Rojo, entre Uagadugú y la frontera con Ghana. Sabana de clima sub-saheliano. Elefantes, antílopes, chacales, hienas, etc.[3]

- Parque nacional de Deux Balés, 566 km², en el centro este, al oeste del río Volta Negro. Llanura granítica ondulada con baobabs gigantes, Anogeissus leiocarpa, Isoberlinia doka y otros árboles de sabana; elefantes, hipopótamos, antílopes, cocodrilos, etc.[4]

- Reserva Integral de Fauna de Arli, 760 km², a menudo llamada parque nacional de Arli, en el sudeste, tiene continuidad en el parque nacional de Pendjari, en Benín y forma parte del Complejo W-Arly Pendjari.

La Reserva Transfronteriza de la biosfera de W-Arly-Pendjari, o Complejo W-Arly Pendjari, está formada por dos regiones centrales, el parque nacional de W, al nordeste, y la Reserva Integral de Fauna de Arli y el parque nacional de Pendjari, al sudoeste. A esto se añaden 16 reservas, reservas parciales y zonas de caza que le dan un total de 32.250 km² entre los tres países, de los que 17.150 km² son un mosaico continuo de 9 áreas si a los parques se añaden las zonas de caza de Koakrana y Kourtiagou, en Burkina Faso, y Konkombri y Mékrou, en Benín. Toda la reserva está amenazada por el crecimiento de la población y el desarrollo de la agricultura.

## Población

### Principales ciudades
A continuación se muestran las principales ciudades de Burkina Faso, con la población censada el 9 de diciembre de 2006, y con el código de la región a la que pertenecen:
- Banfora CA 75,917
- Batié SO 10,105
- Bittou CE 20,118
- Bobo-Dioulasso HB 489,967
- Bogandé ES 14,929
- Boromo BM 14,594
- Boulsa CN 17,925
- Boussé PC 15,868
- Dano SO 16,798
- Dédougou BM 38,862
- Diapaga ES 8,400
- Diébougou SO 17,937
- Djibo SH 28,990
- Dori SH 21,078
- Fada Ngourma ES 41,785
- Gaoua SO 25,104
- Garango CE 35,015
- Gourcy ND 24,616
- Houndé HB 39,458
- Kaya CN 54,365
- Kombissiri CS 23,460
- Kongoussi CN 25,172
- Koudougou CO 88,184
- Koupéla CE 28,151
- Léo CO 26,779
- Manga CS 19,860
- Niangoloko CA 22,310
- Nouna BM 22,166
- Orodara HB 23,356
- Uagadugú CT 1,475,223
- Ouahigouya ND 73,153
- Ouargaye CE 10,103
- Pô CS 24,320
- Pouytenga CE 60,618
- Réo CO 28,446
- Sapouy CO 12,438
- Solenzo BM 16,850
- Tenkodogo CE 44,491
- Titao ND 19,131
- Toma BM 12,401
- Tougan (Bonou-Toaga) BM 17,050
- Yako ND 22,685
- Ziniaré PC 18,619
- Zorgho PC 20,462[7]

### Etnias de Burkina Faso
En 2019, se estima una población en Burkina Faso de 20,3 millones de habitantes, con un rápido crecimiento, ya que en 2006 había 14 millones de habitantes, divididos en unas 26 etnias. La mitad de los habitantes de Burkina son de la etnia mossi, descendientes de guerreros que se desplazaron desde el área del río Volta en torno al año 1100 y formaron un imperio que duró unos 800 años.
La composición étnica de Burkina es la siguiente: mossi (50-52%), fulani (8-9%), bobo (5-6%), gurma (5,8%), mandinga bissa (3,5-5%), senufo (4,3-4,5%), gurunsi (4,8%), lobi (2,5-4,7%), tuareg (2,5%), dagara (2,4%) y otras (4,5%).
Más del 65% de la población tiene menos de 25 años y la población crece un 3% anual. Este rápido crecimiento se debe al descenso de la mortalidad, especialmente la infantil, debido a una mejora de las condiciones sanitarias y al mantenimiento de una media de 6 hijos por mujer.
Cientos de miles de personas emigran cada año a Ghana y Costa de Marfil para trabajos estacionales. Por otro lado, Burkina recibe a inmigrantes de Costa de Marfil, Ghana y Mali. De este último país han llegado decenas de miles de refugiados a causa de la guerra.